# ヘンリー・パジェット (初代アクスブリッジ伯爵、1663-1743)

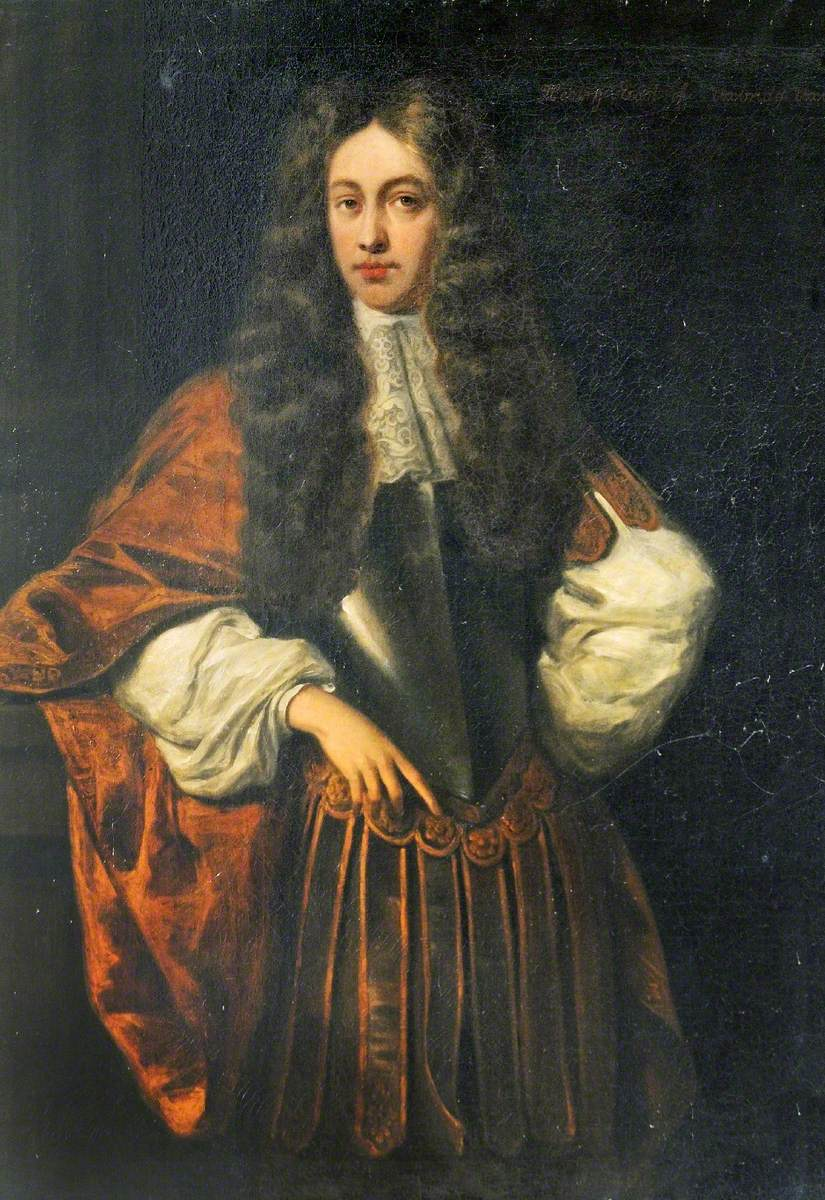
初代アクスブリッジ伯爵ヘンリー・パジェット

初代アクスブリッジ伯爵ヘンリー・パジェット（英語: Henry Paget, 1st Earl of Uxbridge PC、1663年1月13日洗礼 – 1743年8月30日）は、イギリスの地主、貴族、政治家。トーリー党に所属した。

## 生涯
第6代パジェット男爵ウィリアム・パジェットとフランシス・ピアポント（Frances Pierrepont、1681年11月7日埋葬、フランシス・ピアポントの娘）の息子として生まれた。1677年より家庭教師のサミュエル・ラングリー（Samuel Langley）の教育を受け、1678年にタムワースの文法学校に入学した。
父が1689年から1692年までウィーン駐在大使を、1693年から1702年までオスマン帝国駐在大使を務め、本国にいないことが多かったため、ヘンリーは領地の管理や政治の影響力の行使を任せられた。1689年にミドルセックス副統監に任命されたことからして、いわゆる不在地主であったが、このことが仇となり、1693年3月のスタッフォードシャー選挙区の庶民院議員ウォルター・チェットウィンドの死去による補選で立候補したときは慣習を知らないままそれを破ってしまい、立候補取り消しを余儀なくされた。1695年イングランド総選挙で再立候補したとき、1693年の立候補取り消しが好意的な見られた結果、スタッフォードシャーのジェントリ層からの支持を受けて当選を果たした。庶民院では1696年に第3代準男爵ジョン・フェンウィックの私権剥奪に反対、1698年イングランド総選挙ではカントリ派の一員とされた。以降も庶民院の弁論に積極的に参加、1701年1月イングランド総選挙のときには再選が揺るぎないものとなり、地方でもバッキンガムシャー、ミドルセックス、スタッフォードシャーの副統監に就任していた。特にスタッフォードシャーでは不在地主であるスタッフォードシャー統監第6代パジェット男爵ウィリアム・パジェットの継承者という立場にもあったため、イングランド枢密院がスタッフォードシャー副統監の一覧を求めたとき、それを求められたのは統監であるパジェット男爵ではなく副統監であるヘンリー・パジェットだった。また、スペイン継承戦争の勃発直前である1701年5月にはネーデルラント連邦共和国からフランス王国の脅威についての書簡が届けられ、議会で返信について弁論されたが、パジェットはオランダへの協力に前向きな返信に賛成、第3代シャフツベリ伯爵アントニー・アシュリー＝クーパーから演説を賞賛されている。1701年11月イングランド総選挙で再選され、同時期には海軍卿委員会入りが噂されたが、国王ウィリアム3世が海軍卿の委員会制をとりやめて第8代ペンブルック伯爵トマス・ハーバートを単独の海軍卿に任命したため、沙汰止みとなった。1702年初にも大蔵卿委員会入りが噂されたが、今度はウィリアム3世の死去で現実とはならなかった。
1704年4月末に海軍卿委員会の委員になり（1708年まで在任）、1710年から1711年5月にかけて下級大蔵卿を務めた後、1711年6月から1715年9月まで国王親衛隊隊長を務めた。また、1711年6月14日に枢密顧問官に任命され、1712年1月1日にバートン男爵に叙された。1713年2月26日に父が死去すると、パジェット男爵の爵位を継承した。爵位継承直後より伯爵への叙爵を求め、1714年4月にハノーファー駐在特命公使に任命されたときも伯爵への叙爵を出立の条件とした。しかし初代オックスフォード＝モーティマー伯爵ロバート・ハーレーはアン女王の説得に失敗、叙爵が拒否されたため、パジェットも出立を拒否した。結果的にはこのことが後のジョージ1世に認められることになり、ジョージ1世は1714年10月19日にパジェットをアクスブリッジ伯爵に叙した。ただし、パジェットは伯爵に叙された後の1715年秋に全ての官職を辞任し、以降はトーリー党の一員として貴族院で政府に反対した。
1743年8月30日にウェスト・ドレイトンで死去した。息子に先立たれたため、孫ヘンリーが爵位を継承した。遺言状では妻メアリーに6千ポンドを与えたほか、オックスフォード大学オール・ソウルズ・カレッジとウスター・カレッジにそれぞれ1万2千ポンドを寄贈し、一部の領地を第2代準男爵ウィリアム・アービー（後の初代ボストン男爵）に贈与した。

## 家族
1686年1月2日、メアリー・ケイツビー（Mary Catesby、1734年11月埋葬、トマス・ケイツビーの娘）と結婚、1男1女をもうけた。
- トマス・ケイツビー（英語版）（1689年 – 1742年2月4日） - 1718年5月6日、エリザベス・エジャートン（Elizabeth Egerton、1736年2月18日没、第3代ブリッジウォーター伯爵ジョン・エジャートンの娘）と結婚。第2代アクスブリッジ伯爵ヘンリー・パジェットの父[3]
- メアリー（1769年以前没） - スティーブン・メットカルフ（Stephen Metcalfe）と結婚[3]

1739年6月7日、エリザベス・バゴット（Elizabeth Bagot、1749年9月2日没、第3代準男爵サー・ウォルター・バゴットの娘）と再婚したが、2人の間に子供はいなかった。